# Сан-Панкраціо-Салентино
Сан-Панкраціо-Салентино (італ. San Pancrazio Salentino, сиц. San Pancraziu) — муніципалітет в Італії, у регіоні Апулія,  провінція Бриндізі.
Сан-Панкраціо-Салентино розташований на відстані близько 480 км на схід від Рима, 115 км на південний схід від Барі, 26 км на південь від Бриндізі.
Населення — 10 128 осіб (2014).
Щорічний фестиваль відбувається 12 травня. Покровитель — San Pancrazio martire.

## Демографія
Населення за роками:

Станом на 1 січня 2023 року в муніципалітеті офіційно проживало 187 іноземців з 28 країн, серед них 28 громадян країн Євросоюзу та 1 громадянин України.

## Сусідні муніципалітети
- Аветрана
- Ерк'є
- Гуаньяно
- Мезаньє
- Саліче-Салентино
- Сан-Доначі
- Торре-Санта-Сузанна